# 紀春主
紀 春主（きの はるぬし）は、平安時代初期から前期にかけての官人。官位は正六位上・土佐権掾。

## 経歴
もとは大安寺の僧で、法名を恵霊といい、僧位は伝燈大法師位であった。承和3年（836年）に還俗し、正六位上・遣唐訳語（通訳）兼但馬権掾に叙任された。承和5年（838年）の遣唐使にて唐に渡り、円仁の『入唐求法巡礼行記』には紀通事としてその名が見える。貞観年間に左近衛医師を務め、のちに土佐権掾を兼ねた。